# GE AC4400CW
AC4400CW — тепловоз компании GE Transportation Systems с дизелем мощностью 4400 л.с. (3230 кВт), который выпускался с 1993 по 2004 год для ряда североамериканских железных дорог. По конструкции схож с другим тепловозом компании — Dash 9-CW, но в отличие от него на GE AC4400CW применены ТЭД переменного тока, вместо постоянного, с отдельным преобразователем на каждый двигатель. Так как 1 января 2005 года в США были введены жёсткие нормативы на выбросы выхлопных газов, то AC4400CW были постепенно заменены на GE ES44AC.
Имея значительные выходную мощность и силу тяги, тепловозы GE AC4400CW получили распространение почти на всех североамериканских железных дорогах 1 класса, где обслуживали в основном тяжеловесные поезда. На 2005 год их не было только на дорогах Norfolk Southern Railway и Canadian National.

## Эксплуатация
На конец лета 2006 года тепловозы AC4400CW эксплуатировались на следующих железных дорогах.
| Дорога                           | Число | Примечание |
| -------------------------------- | ----- | --- |
| BNSF                             | 121   | |
| Canadian Pacific                 | 447   | Тепловозы № 9175, 9758, 9777 и 9782 использовались для съёмок фильма «Неуправляемый». При этом кузова тепловозов были перекрашены. |
| Cartier Railway                  | 17    | |
| CSX Transportation               | 615   | Получили обозначение CW44AC, или CW44AH при электронном оборудовании HTE                                                           |
| Ferromex                         | 75    | |
| Ferrosur                         | 38    | |
| Kansas City Southern             | 175   | |
| Quebec, North Shore and Labrador | 12    | Номера от 415 до 426 |
| Union Pacific                    | 1338  | Часть локомотивов перешла с Southern Pacific и Chicago & North Western                                                             |